# غابة بافوس

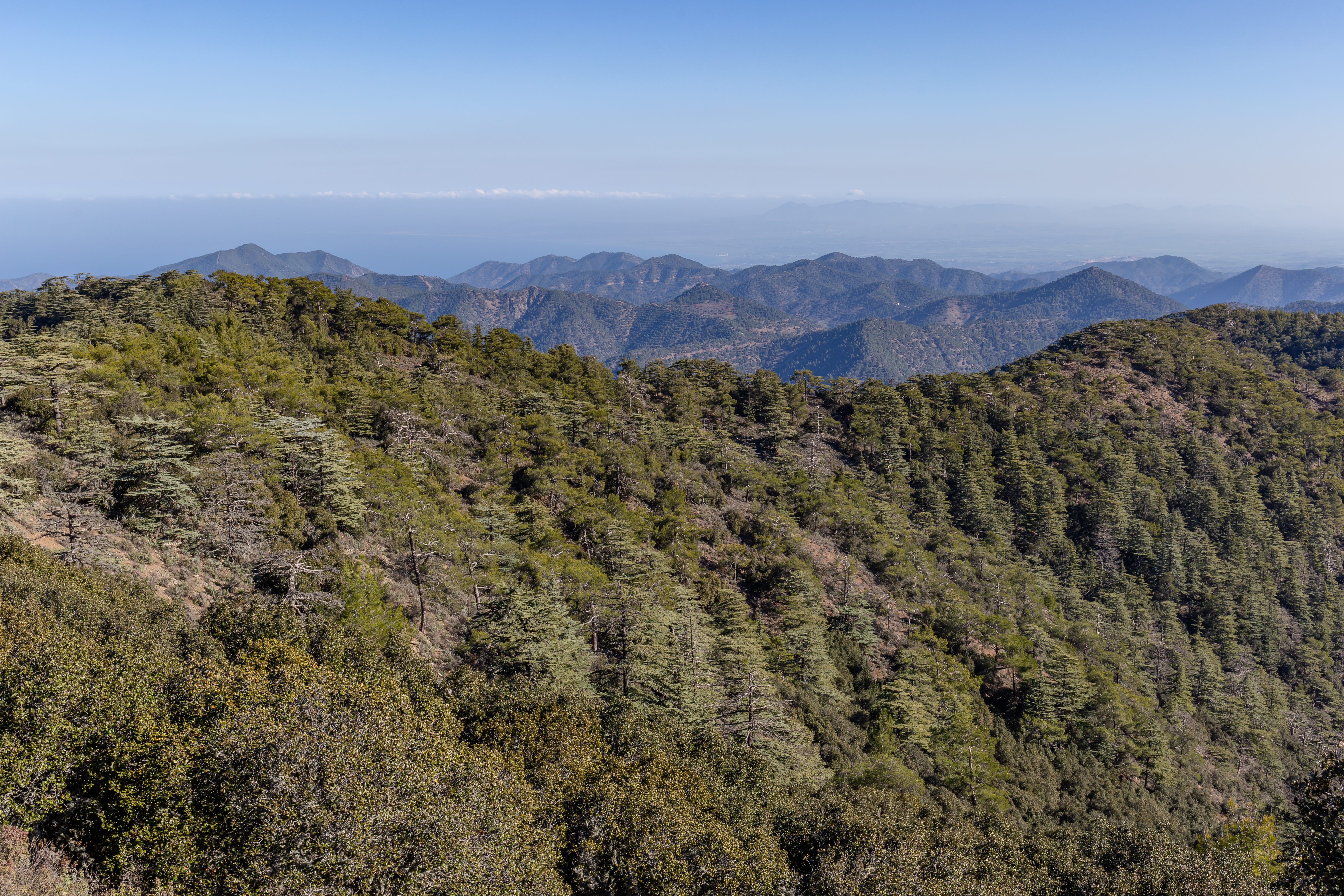
غابة بافوس في جبل تريبيلوس

غابة بافوس هي غابة حكومية تقع في جبال ترودوس في قبرص وتبلغ مساحتها 70 ألف هكتار. وقد كانت محمية دائمة للألعاب منذ عام 1938.
غابة بافوس هي غابة من نوع غابات البحر الأبيض المتوسط بها أشجار صنوبرية مثل صنوبر بروتيا وأرز قبرص (سيدروس بريفيفوليا) وأشجار عريضة الأوراق مثل البلوط الذهبي (كويركس الينفوليا) ودلب مشرقي. تعد غابة بافوس موطنًا لحشرة الطحالب القبرصية والثعلب الأحمر وفأر قبرص. توجد أيضًا في الغابة ثمانية أنواع من الثعابين ومجموعة كبيرة ومتنوعة من أنواع السحالي والضفادع.